# Günther von Kluge
Günther Adolf Ferdinand (Hans) von Kluge (Posen, 30 oktober 1882 - Metz, 19 augustus 1944) was een Duitse militair tijdens de Eerste en Tweede Wereldoorlog. Hij was in de Tweede Wereldoorlog een generaal-veldmaarschalk.

## Jeugd, opleiding en Eerste Wereldoorlog
Von Kluge werd geboren in Posen (Pruisen), het tegenwoordige Poznań in Polen. In 1901 werd hij officier bij de artillerie. Zijn vader, Max von Kluge, werd in 1913 als generaal-majoor in de adelstand verheven, waarmee ook Günther een adellijke titel kreeg. Tijdens de Eerste Wereldoorlog diende hij als kapitein bij de Generale Staf.

## Interbellum
Na de Eerste Wereldoorlog ging Von Kluge in 1919 deel uitmaken van de nieuwe Reichswehr, waar hij snel promotie maakte. In 1933 werd hij tot generaal-majoor bevorderd, en in 1934 werd hij luitenant-generaal en kreeg hij een functie bij Wehrkreis (militair district) IV in Münster. In 1938 kreeg hij als generaal der Artillerie het bevel over legergroep 6 in Hannover. Later dat jaar werd hij tijdelijk op een zijspoor gezet wegens zijn steun aan generaal Werner von Fritsch.

## Tweede Wereldoorlog

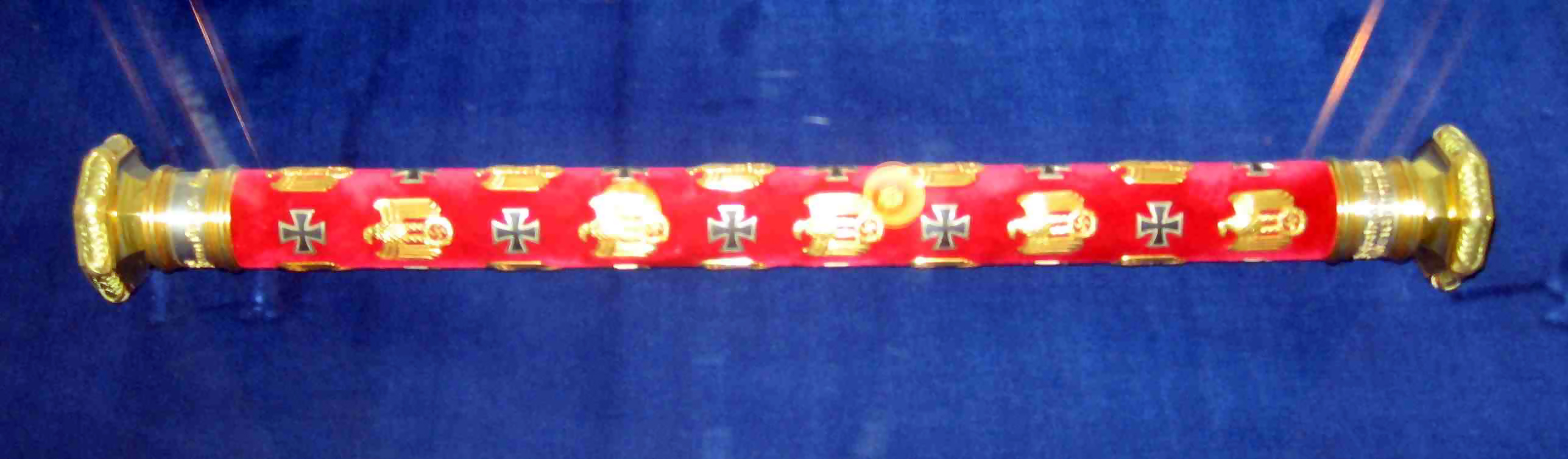
Von Kluges maarschalkstaf

Bij het uitbreken van de Tweede Wereldoorlog in 1939 werd Von Kluge weer in actieve dienst teruggeroepen. Hij kreeg het bevel over het 4e leger, dat de Poolse Corridor bezette. In 1940 werd hij op het westelijke front ingezet. Na de val van Frankrijk werd hij, samen met nog elf anderen, op 19 juli 1940 door Hitler tot generaal-veldmaarschalk bevorderd. Hierna nam hij deel aan Operatie Barbarossa tegen Rusland. In 1942 kreeg hij het bevel over Heeresgruppe Mitte. In het najaar van 1943 raakte Von Kluge zwaargewond bij een auto-ongeluk toen hij van Vorsja onderweg was naar Minsk, waarna hij maandenlang moest revalideren. Op 2 juli 1944 werd hij door Hitler belast met het commando van de Duitse troepen in Normandië, nadat Gerd von Rundstedt niet in staat bleek de geallieerde invasie te stoppen. Maar al snel viel ook Von Kluge in ongenade bij Hitler, en werd hij vervangen door Walter Model.

### Rol bij verzet tegen Hitler
Al in 1942 was Von Kluge zijdelings betrokken bij het Wehrmacht-verzet tegen Hitler. Hij besloot daar echter niet actief aan deel te nemen. Toch bleef hij zijdelings op de hoogte. Na de mislukte bomaanslag op 20 juli 1944 van Claus Schenk von Stauffenberg vreesde hij dat hij met de coupplegers in verband zou worden gebracht. Hij werd teruggeroepen naar Duitsland, waardoor hij zijn vrees bewaarheid zag worden. Dit, en zijn grote teleurstelling over zijn mislukte militaire campagnes aan het einde van de oorlog, brachten hem er toe om op 19 augustus 1944 met gif zelfmoord te plegen nabij Metz.

## Militaire loopbaan
- Leutnant: 22 maart 1901[1]
- Oberleutnant: 16 juni 1910[1]
- Hauptmann: 2 augustus 1914[1]
- Major: 1 april 1923[1]
- Oberstleutnant: 1 juli 1927[1]
- Oberst: 1 februari 1930[1]
- Generalmajor: 1 februari 1933[1]
- Generalleutnant: 1 april 1934[1]
- General der Artillerie: 1 augustus 1936[1]
- Generaloberst: 1 oktober 1939[1]
- Generalfeldmarschall: 19 juli 1940[1]

## Decoraties
- Ridderkruis van het IJzeren Kruis (nr.1) op 30 september 1939 als General der Artillerie en Opperbevelhebber van het 4e Leger[7][8][1]
- Ridderkruis van het IJzeren Kruis met Eikenloof (nr.181) op 18 januari 1943 als Generalfeldmarschall en Opperbevelhebber van de Heeresgruppe Mitte[7][8][1]
- Ridderkruis van het IJzeren Kruis met Eikenloof en Zwaarden (nr.40) op 29 oktober 1943 als Generalfeldmarschall en Opperbevelhebber van de Heeresgruppe Mitte[7][8][1]
- IJzeren Kruis 1914, 1e Klasse en 2e Klasse[9][1]
- Herhalingsgesp bij IJzeren Kruis 1939, 1e Klasse (5 september 1939[7][10][1]) en 2e Klasse (17 september 1939[7][10][1])
- Gewondeninsigne 1918 in zwart[9][1]
- Medaille Winterschlacht im Osten 1941/42[1]
- Ridderkruis in de Huisorde van Hohenzollern met Zwaarden[9][1]
- Orde van Militaire Verdienste (Beieren), 4e Klasse met Zwaarden[9][1]
- Militair Kruis van Verdienste (Mecklenburg-Schwerin), 2e Klasse[9][1]
- Orde van de IJzeren Kroon (Oostenrijk), 3e Klasse met Oorlogsdecoratie[9][1]
- Militaire Orde voor Dapperheid in de Oorlog, 3e Klasse met Oorlogsdecoratie[1]
- Medaille ter Herinnering aan de 13e Maart 1938
- Medaille ter Herinnering aan de 1e Oktober 1938
- Erekruis voor Frontstrijders in de Wereldoorlog[1]
- Medaille van Verdienste voor Redding uit Gevaar[9][1]
- Hij werd meerdere malen genoemd in het Wehrmachtsbericht. Dat gebeurde op:
- 7 augustus 1941[7][1][11]
- 18 oktober 1941[7][1][12]
- 19 oktober 1941[7][1][13]
- 3 september 1943[7][1][14]

Werner von Blomberg · Hermann Göring · Walther von Brauchitsch · Albert Kesselring · Wilhelm Keitel · Günther von Kluge · Wilhelm Ritter von Leeb · Fedor von Bock · Wilhelm List · Erwin von Witzleben · Walter von Reichenau · Erhard Milch · Hugo Sperrle · Gerd von Rundstedt · Erwin Rommel · Georg von Küchler · Erich von Manstein · Friedrich Paulus · Ewald von Kleist · Maximilian von Weichs · Ernst Busch · Wolfram von Richthofen · Walter Model · Ferdinand Schörner · Robert von Greim · Eduard von Böhm-Ermolli (titulair)
- Bibliothèque nationale de France: cb165645593 (data)
- Gemeinsame Normdatei: 124447775
- International Standard Name Identifier: 0000 0000 2308 6936
- Library of Congress Control Number: n83025742
- SNAC: w6vd6wfk
- Virtual International Authority File: 45235623
- WorldCat: E39PBJcc7jTbGKhPk8W7jWH6Kd